# مايك غريفين
مايك غريفين (بالإنجليزية: Mike Griffin)‏ هو لاعب كرة قاعدة أمريكي، ولد في 20 مارس 1865 في أوتيكا في الولايات المتحدة، وتوفي بنفس المكان في 20 أبريل 1908.

## وصلات خارجية
- مايك غريفين على موقعبيزبول رفرنس.كوم (الدوري الرئيسي) (الإنجليزية)
- مايك غريفين على موقعبيزبول رفرنس.كوم (الدوري الثانوي) (الإنجليزية)